# Alf Lombard
Alf Lombard, född 8 juli 1902 i Paris i Frankrike, död 1 mars 1996 i Lunds Allhelgonaförsamling, Lund, var en svensk lingvist och professor i romanska språk. 

## Biografi
Lombard var ursprungligen docent vid Uppsala universitet, men kallades 1937 till Lunds universitet som vikarie för professorn i romanska språk Emanuel Walberg. År 1939 efterträdde Lombard definitivt Walberg och upprätthöll denna professur ända fram till pensioneringen den 30 juni 1969. Han är mest känd för sina arbeten kring rumänska språket och litteraturen samt en jämförande romansk syntax.
Han var under en tid gift med språkläraren Margit Lombard (född Lidvall i S:t Petersburg) och i det äktenskapet far till skådespelarna Yvonne och Adrienne Lombard samt till regionchef Stefan Lombard.
Alf Lombard är begravd på Norra kyrkogården i Lund.